# Triton Partners
Triton Partners er en international britisk kapitalfond med hovedkvarter i Saint Helier, Jersey. Virksomheden investerer diversificeret i forskellige virksomheder i primært Nordeuropa samt europæiske og nordamerikanske aktier. Virksomheden blev etableret i 1997 af Peder Pråhl.

## Portefølje
Selskaber i Triton Partners portefølje inkluderer: Sunweb, Aleris, Caverion, Gustaf Kähr, osv.
Af danske selskaber kan nævnes Fairwind og Geia Group. Tidligere også Logstor og Nordic Tankers.